# Проєкція Вернера

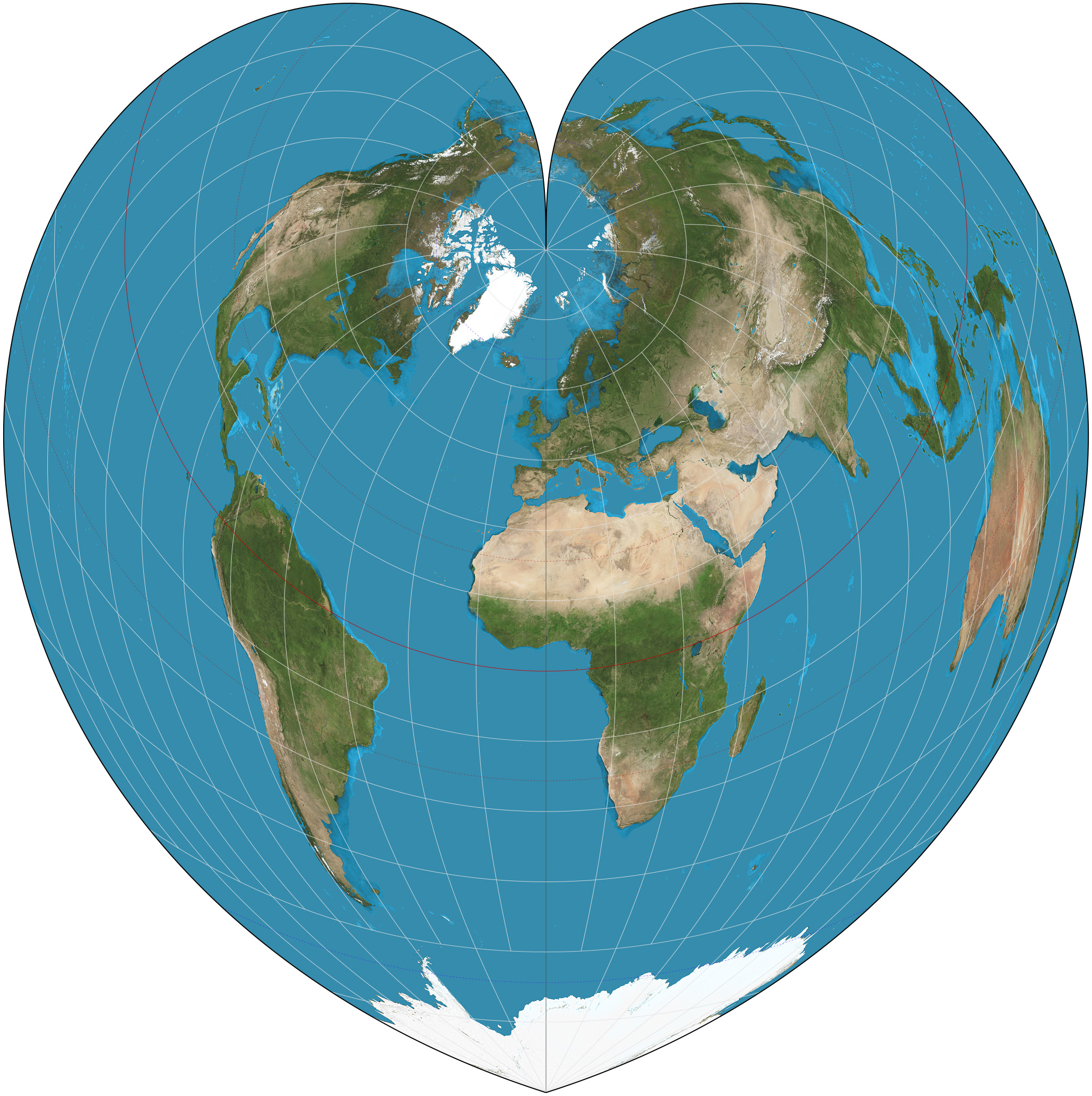
Вернерова проєкція земної кулі

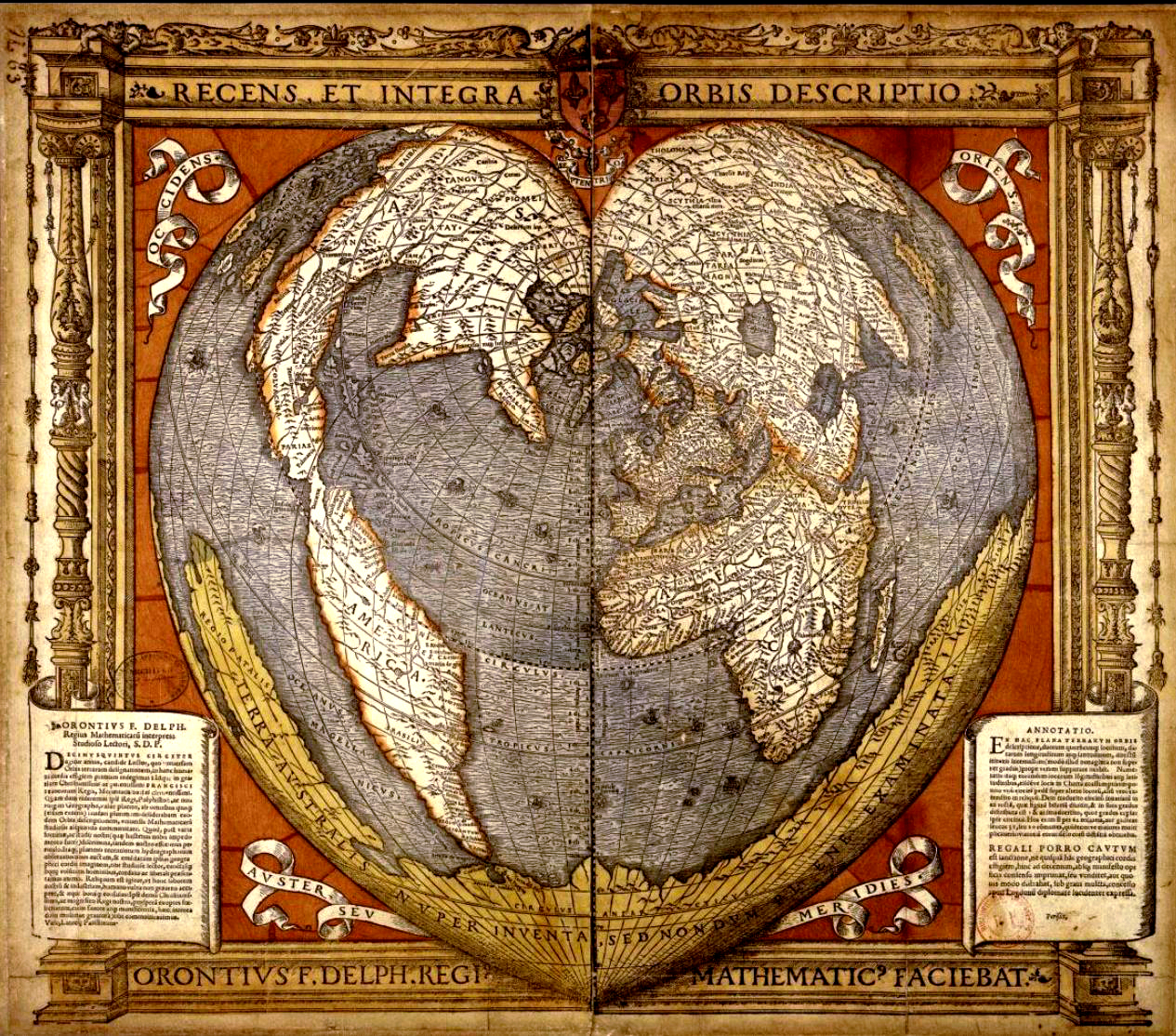
Recens et integra orbis descriptio. Париж, 1536

Проєкція Вернера є псевдоконічною картографічною проєкцією, іноді її також називають проєкцією Штаба-Вернера або Стабіуса-Вернера. Як і інші фігури в формі серденька, ця проєкція також може класифікуватися як серцеподібна (кордіформ). Назва Штаб-Вернер посилається на двох творців проєкції: Йоганнеса Вернера (1466 – 1528), пароха з Нюрнберга, який удосконалював і пропагував її, та Йоханнеса Стабія (Штаб, Stab) з Відню, який вперше намалював її близько 1500 року. 
Проєкція є лімітуючою формою проєкції Бонне зі стандартною паралеллю на одному з полюсів (90° N/S). Паралелі проєкції є дугами концентричних кіл, а меридіани – криві, симетричні до центрального меридіана, який прямою лінією з'єднує полюси. Завдяки цьому, відстані вздовж центрального меридіана правильні, як і всі відстані від північного полюса. 

## Зовнішні посилання
- Вікісховище має мультимедійні дані за темою: Проєкція Вернера
- Table of examples and properties of all common projections, Radical Cartography, архів оригіналу за 25 квітня 2009, процитовано 14 лютого 2019

| Земля | Це незавершена стаття з географії. Ви можете допомогти проєкту, виправивши або дописавши її. |